# Albizia lebbekoides
Albizia lebbekoides là một loài thực vật có hoa trong họ Đậu. Loài này được (DC.) Benth. miêu tả khoa học đầu tiên.